# Marineministerium (Deutschland)
Ein Marineministerium gab es in Deutschland erstmals von 1848 bis 1849 unter der von der Frankfurter Nationalversammlung eingesetzten gesamtdeutschen Regierung für die deutsche Reichsflotte sowie ein weiteres Mal von 1861 bis 1871 im Königreich Preußen für die Preußische Marine und die Marine des Norddeutschen Bundes.

## Die Marine des Deutschen Reiches 1848/1849

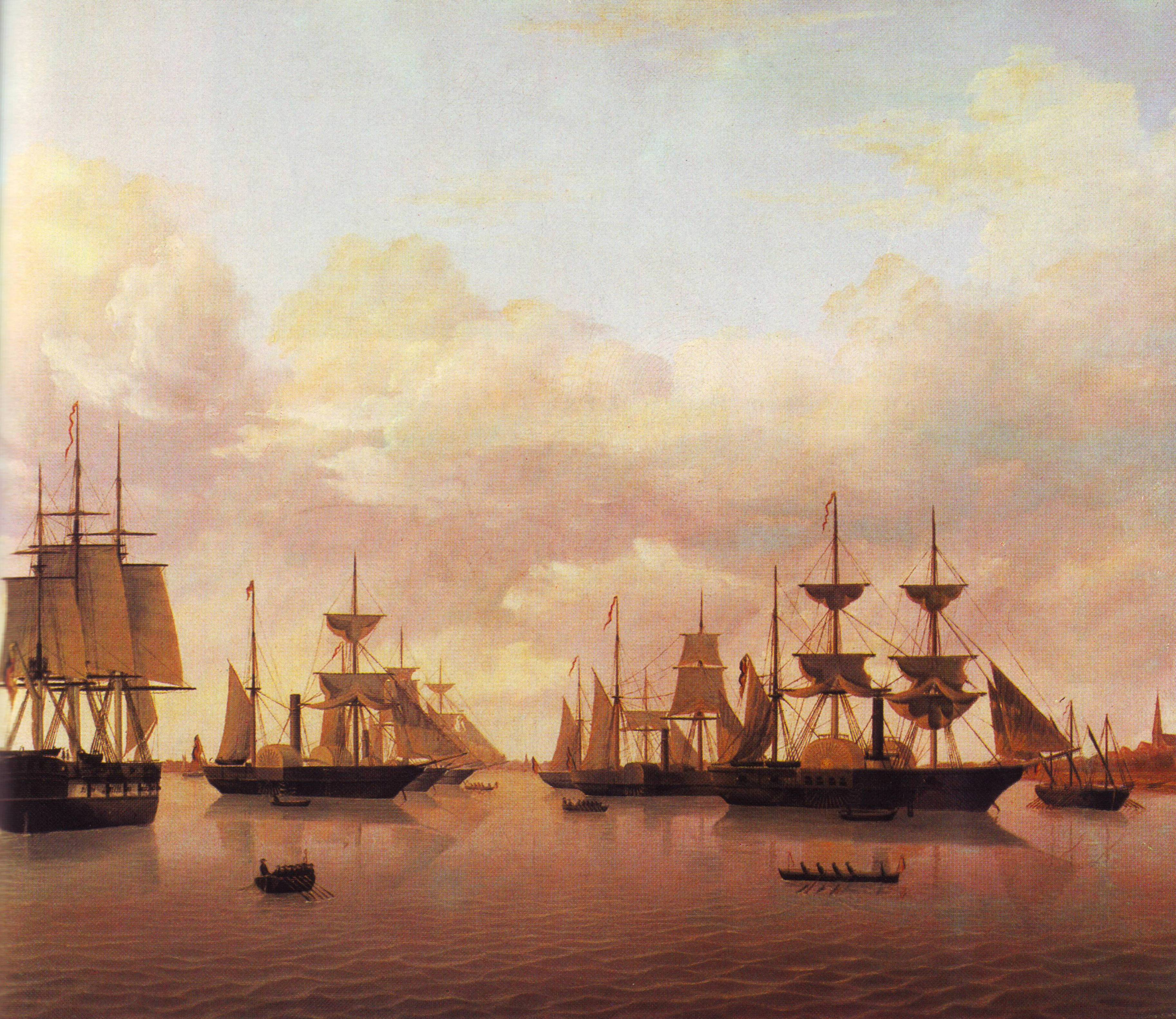
Die Reichsflotte 1850 vor Bremerhaven, von links: Deutschland, Hamburg, Bremen, Lübeck, Barbarossa, Der Königliche Ernst August, Hansa

Die Frankfurter Nationalversammlung schuf am 14. Juni 1848 mit ihrem Flottenbeschluss die Grundlage für eine Reichsflotte als gesamtdeutsche Marine des damals entstehenden Deutschen Reiches. Im Juli 1849 wurde eine gesamtdeutsche Regierung gebildet. In ihr wurde schließlich Handelsminister Arnold Duckwitz für die Marineabteilung verantwortlich. Am Ende des Bestehens der Nationalversammlung im Mai 1849 setzte der Reichsverweser eine konservative Regierung ein, in der der österreichische Feldmarschallleutnant August von Jochmus Marineminister wurde; die Marineabteilung wurde also zum Marineministerium aufgewertet.
Am 20. Dezember 1849 übertrug der Reichsverweser seine Befugnisse einer Bundeszentralkommission, die nun für die Flotte verantwortlich wurde. Der wiederhergestellte Deutsche Bund erkannte die gesamtdeutsche Marine aber nicht als Bundesorgan an und verkaufte die Schiffe der Flotte, weil kein deutscher Einzelstaat die entsprechenden Kosten tragen wollte.
Oberstleutnant Bogun von Wangenheim leitete in den Jahren 1848–1853 die Königliche Marine-Abteilung in Berlin, eine Abteilung des Preußischen Kriegsministeriums. Sie führte die Verwaltungsgeschäfte für die preußische Flotte, die vom Oberkommando der Marine befehligt wurde. Am 14. November 1853 schließlich erließ der Preußische König Kabinettsordre, eine Admiralität einzurichten, die Verwaltung und Kommandogewalt in sich vereinen sollte.

## Die Preußische Marine und die Marine des Norddeutschen Bundes
Erst 1861 wurde unter preußischer Regierung ein neues Marineministerium geschaffen. Nach dem Regierungsantritt König Wilhelms I. wurde die Admiralität der Preußischen Marine auf Grund Allerhöchster Kabinettsorder vom 16. April 1861 aufgelöst. Das Oberkommando der Marine unter Prinz Adalbert von Preußen wurde selbständig und direkt dem König unterstellt. Die Marineverwaltung ging nach dem Ausscheiden von Admiral Jan Schröder auf das neu gebildete Marineministerium über. An dessen Spitze stand bis Ende 1871 der preußische Kriegsminister Albrecht von Roon in Personalunion. Ein Admiralitätsrat sollte beide Behörden koordinieren, durfte aber nur Vorschläge unterbreiten und konnte sich nicht durchsetzen.
Dem Ministerium unterstanden die Danziger Werft, die Depots in Geestemünde (heute Bremerhaven), Kiel und Stralsund, das Admiralitätskommissariat in Oldenburg und der Hafenbau an der Jade (heute Wilhelmshaven). Dem Oberkommando der Marine unterstand die Flotte. Die 2-teilige Organisationsform aber bewährte sich nicht. Es gab viele Reibereien und unfruchtbare Arbeit zwischen beiden Spitzenbehörden. Eine Möglichkeit zur Änderung ergab sich, als Prinz Adalbert bei Ausbruch des Krieges mit Frankreich 1870 zum Feldheer trat.
Die Aufgaben des Oberkommandos der Marine wurden gemäß AKO vom 29. Juni 1870 dem Marineministerium übertragen. Dort wurde neben den Abteilungen für technische und für allgemeine Verwaltungsangelegenheiten eine Abteilung für Kommandoangelegenheiten gebildet. Die bestehende Zweiteilung der Gewalten war damit aufgehoben und eine Zentralbehörde geschaffen worden. Die Ressortreibereien verschwanden fast gänzlich. Wegen Überlastung des Kriegsministers allerdings gingen die Aufgaben des Marineministeriums dann gemäß Verfügung des Kaisers vom 30. November 1871 auf eine personell neu zu bildende Kaiserliche Admiralität über.